# 谢冰岩
谢冰岩（1909年—2006年7月24日），曾用名谢炳炎，男，江苏淮阴人，中国新闻出版活动家、书法家，中国社会科学院新闻研究所原副所长，中国书法家协会原常务理事。